# Ozoir-la-Ferrière

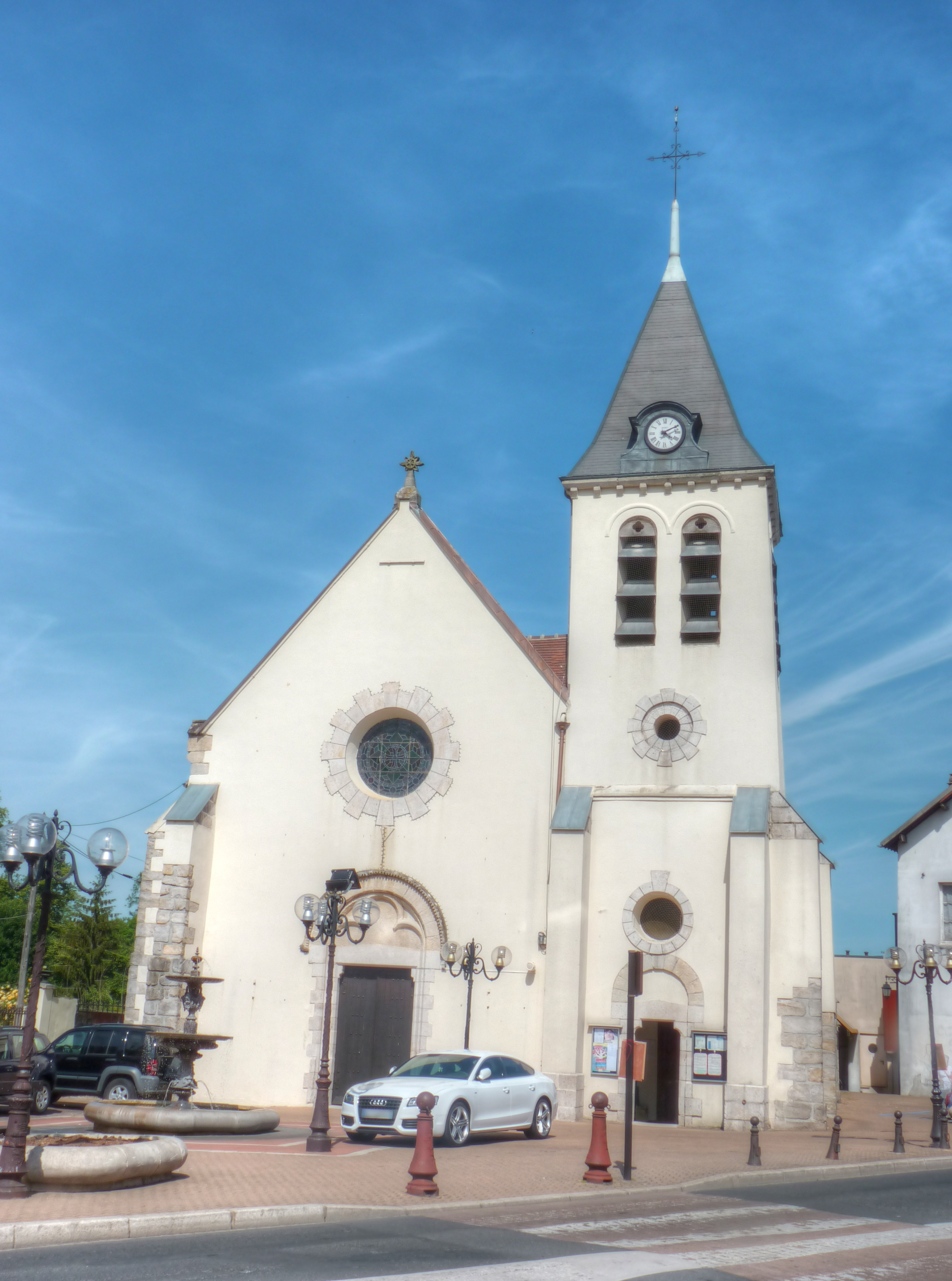
Kerk

Ozoir-la-Ferrière is een gemeente in het Franse departement Seine-et-Marne (regio Île-de-France) en telt 20.707 inwoners (1999). De plaats maakt deel uit van het arrondissement Torcy.

## Geografie
De oppervlakte van Ozoir-la-Ferrière bedraagt 15,6 km², de bevolkingsdichtheid is 1327,4 inwoners per km².
De onderstaande kaart toont de ligging van Ozoir-la-Ferrière met de belangrijkste infrastructuur en aangrenzende gemeenten.

## Demografie
Onderstaande figuur toont het verloop van het inwonertal (bron: INSEE-tellingen).